# Televizija
Televizija (engl. television, od grč. tele: daleko + lat. visio: gledanje, pojava, predstava; hrv. dalekovidnica), skraćeno TV, općeniti je naziv za skup tehnologija koje omogućuju snimanje, emitiranje i prijam pokretnih slika, bilo u crno-bijeloj tehnici ili u boji, popraćenih zvukom. Riječ televizija može označavati osim cijelog televizijskog sustava i televizijski prijamnik (obično ga zovemo televizor), te televizijsku tvrtku (HRT, RTL i Nova TV su primjeri tv tvrtki koje imaju državnu koncesiju za emitiranje u Hrvatskoj). Dakle televizija je pojam s dva osnovna značenja: 
- tehnički sustav koji omogućuje stvaranje, obradu, prijenos, odašiljanje i prijam električnih signala koji prenose pokretne slike, zvuk i pisane obavijesti;
- masovni medij zasnovan na istoimenom tehničkom sustavu.[1]

Prvi koji je smislio riječ televizija bio je ruski znanstvenik Konstantin Dimitrijevič Perskij (rus. Константин Дмитриевич Перский), na Prvom kongresu o elektricitetu u Parizu 1900. On je spajajući grčku i latinsku riječ, grč. tele: daleko + lat. visio: gledanje, slika, prikaz) smislio pojam televizija. Međutim, nije bilo dovoljno smisliti ime, škot John Logie Baird postigao je 25. listopada 1925. ono što nikom do tada nije uspjelo: prenio je prvu televizijsku sliku na udaljenost od nekoliko metara. Načelo je postavljeno, trebalo ga je samo nastaviti dalje usavršavati, tako se uskoro tih nekoliko metara pretvorilo u nekoliko kilometara, a svi smo svjedoci kako je nastavilo dalje.

## Objašnjenje
Dok se kod radiodifuzije vrši prijenos akustičnih, kod televizije se vrši prijenos optičkih utisaka. Televizija je, dakle, bežični prijenos slika. Ona se osniva na svojstvu fotoćelije i katodne cijevi. U fotoćeliji svjetlost se pretvara u električne impulse, a u katodnoj cijevi električni se impulsi pretvaraju u svjetlost. Na prvom načelu se osniva kamera za televizijsko snimanje, a na drugom televizijski prijamnik, to jest televizor. Prenošenje slika sastoji se u tome da se slika podijeli na vrlo mnogo djelića pomoću uskih redova. Svaka, naime i najjednostavnija slika može se smatrati kao skup različito osvijetljenih mjesta čiji je poredak svojstven za sliku o kojoj se radi. U tu svrhu televizijski odašiljač ima uređaj koji se zove televizijski analizator. Svaki se djelić slike osvijetli prema određenom redoslijedu jedan za drugim, a svjetlost od osvijetljenih djelića pretvara se u električnu struju. Nakon pojačanja, ta električna struja modulira val nosilac visoke frekvencije (UKV), koji se preko antene emitira u prostor u obliku elektromagnetskih valova. Kod televizijskog prenošenja slika treba stvoriti bar 25 slika u sekundi. Te se slike, koje dolaze jedna za drugom, prividno sliju u cjelinu zbog tromosti našeg oka i daju utisak žive slike.
Da bi modulacija bila dobra, treba da frekvencija vala nosioca bude za 6 do 12 puta veća od modulacijske frekvencije. Zato se u televiziji upotrebljavaju ultrakratki valovi, dugi od 1 do 10 metara. Takvi valovi imaju mali doseg i šire se samo na daljinu optičkog dosega. Postave li se visoke antene, doseg se može povećati. 
Kod televizijskog se prijamnika strujni impulsi koji dolaze preko antene pretvaraju poslije pojačanja u svjetlosne impulse koji se skupljaju na zastoru televizijskog prijamnika i reproduciraju sliku. Uređaji koji vrše pretvaranje strujnih impulsa u svjetlosne, kao i sakupljanje svjetlosnih impulsa na zaslonu, zovu se integratori slika. Osim toga kod televizijskog se prijamnika broj otipkanih djelića, odnosno redova, i broj slika u sekundi, mora potpuno poklapati, to jest sinkronizirati s brojem redova i slika u odašiljačkoj televizijskoj stanici. Odatle vidimo da odašiljač i primač moraju biti sinkronizirani, to jest moraju raditi jednovremeno. U tu svrhu služi poseban uređaj za sinkronizaciju.

## Povijest televizije
Televizija se u svojim početcima razvijala kao mehanički sustav, koji je 1883. uveo Paul Nipkow u Njemačkoj. Svjetlosne jakosti pojedinih točaka pretvarale su se u električni signal uporabom fotoćelije i rotirajućega diska sa spiralno raspoređenim otvorima (Nipkowljev disk), a za reprodukciju slike na prijamnoj strani rabio se drugi Nipkowljev disk i žarulja. Za jednu televizijsku sliku prenosilo se između 30 i 60 linija. Koristeći mehanički sustav, BBC je 1929. započeo s radiodifuzijom televizijskoga signala u Engleskoj, a iste je godine proradilo i nekoliko televizijskih postaja u SAD-u. Sustav mehaničke televizije prestao je s radom 1935.
Elektronička televizija temelji se na patentima V. K. Zworykina iz 1920-ih godina, koji je razvio elektroničku cijev za analiziranje (ikonoskop) te za reprodukciju slike (kineskop), u kojima se za analiziranje i reprodukciju rabio elektronski snop. Prvi prijenos slike elektroničkom televizijom ostvario je 1927. Philo Farnsworth u svojem laboratoriju u San Franciscu. Razvoj se ubrzao 1930-ih godina kada je započela radiodifuzija televizijskoga signala u Engleskoj, Njemačkoj, Francuskoj i SAD-u. Norma za sustav televizije u boji u SAD-u utvrđena je 1954., i to u okviru sustava koji je zadržao isti naziv (NTSC) kao postojeći sustav za akromatsku televiziju. Početkom 1950-ih bilo je u SAD-u oko 12 000 000 televizora. Godine 1956. u Francuskoj je Henri Georges de France patentirao sustav SECAM, prvi europski sustav televizije u boji. Javno emitiranje programa u tom sustavu započelo je 1967. Walter Bruch je 1963. u Njemačkoj demonstrirao nov sustav televizije u boji nazvan PAL, kao poboljšanu inačicu sustava NTSC, a radiodifuzija u tom sustavu započela je 1967. Normu toga sustava prihvatila je većina zapadnoeuropskih zemalja, uključujući i Hrvatsku, dok je norma sustava SECAM bila uvedena u većini istočnoeuropskih zemalja, koje su nakon pada komunističkih režima postupno prelazile na normu sustava PAL.

## Televizija kao tehnički sustav
Za prijenos slike prostorni se raspored svjetlosnih jakosti, koji predstavlja sliku, pretvara u vremenski slijed električnih impulsa (optoelektrična pretvorba). Takva pretvorba svjetlosnih jakosti u električne impulse u točno utvrđenom redoslijedu, koji određuje kako sliku podijeliti u linije, naziva se analiziranjem. Nastali električni impulsi svojom amplitudom odgovaraju svjetlosnoj jakosti trenutačno analiziranoga površinskog elementa slike u liniji i zajedno čine električni signal koji se naziva videosignal.
U crno-bijeloj (akromatskoj) televiziji pod videosignalom se razumijeva luminantni signal, koji prenosi informaciju o svjetljivosti (luminanciji) snimane scene, dok se u televiziji u boji (kromatskoj televiziji), osim luminantnoga, prenosi i krominantni signal, koji daje informaciju o boji. Videosignal zajedno s pratećim audiosignalom čini televizijski signal, koji se može prenositi putem televizijskih odašiljača radiodifuzijskoga sustava do udaljenih mjesta prijama, a može biti i pohranjen u obliku magnetskog zapisa na vrpcu ili optičkoga zapisa na disk. U televizijskom se prijamniku videosignal na njegovu zaslonu (ekranu) pretvara u geometrijsku raspodjelu svjetlosnih jakosti (elektrooptička pretvorba), sinkrono s videosignalom nastalim na odašiljačkoj strani, reproducirajući time izvornu sliku analiziranu na odašiljačkoj strani sustava. Za prikazivanje slike u televizijskom prijamniku uglavnom se koriste katodna cijev, zaslon s tekućim kristalima i zaslon s plazmom.
Kako se televizijom prenose pokretne slike, za njihovu reprodukciju nije dovoljan samo dvodimenzijski koordinatni sustav s vodoravnom i okomitom koordinatom, već u obzir treba uzeti i vrijeme. Budući da je električni signal jednodimenzionalan, to jest u određenom trenutku može poprimiti samo jednu vrijednost, cijela se slika ne može, kao u filmskoj tehnici, prenijeti istodobno, nego samo sekvencijski, pa pretvorba slike u električni signal zahtijeva točno određeni redoslijed analiziranja. Ta se pretvorba obavlja s pomoću senzora u televizijskoj kameri, a to može biti analizirajuća cijev ili poluvodički slikovni senzor (engl. Charge-Coupled Device ili CCD; Complementary Metal Oxide Semiconductor ili CMOS). Analizirajuće cijevi susreću se u kamerama starije generacije, dok većina suvremenih kamera koristi poluvodičke slikovne senzore. U obje vrste kamera optička se slika projicira na fotoosjetljivu površinu senzora, na kojoj se utjecajem svjetlosti stvara mozaik točkastih pozitivnih naboja u skladu s rasporedom svjetlosnih jakosti na optičkoj slici. U kameri s analizirajućom cijevi analiziranje se provodi uz pomoć uska elektronskog snopa (analizirajući snop) koji se pomiče u paralelnim linijama preko cijele površine mozaika i neutralizira veći ili manji broj naboja nastalih utjecajem svjetlosti, gubeći pritom više ili manje elektrona. Amplituda tako dobivenog električnog signala ovisi o svjetlosnoj jakosti pojedinih mjesta na slici: većoj svjetlosnoj jakosti (bijeli i svijetli dijelovi slike) odgovara veća amplituda električnog signala, i obrnuto. U kameri s poluvodičkim slikovnim senzorom ne analizira se s pomoću elektronskoga snopa, već vodoravnim i okomitim pomicanjem električnog naboja i njihovim očitavanjem.
Slika se analizira po linijama, odozgo prema dolje. Postupak se ponavlja sve dok cijela slika ne bude analizirana, kada se elektronski snop vraća s kraja te slike na početak iduće. Brzina analiziranja treba biti dovoljno velika kako bi se cijela slika analizirala prije promjene njezina sadržaja, to jest prije pojave sljedeće slike. Povećanjem broja linija povećava se kakvoća (kvaliteta) slike zbog mogućnosti točnijega prikazivanja sitnih detalja u okomitom smjeru. Međutim, time raste i cijena prijenosnoga sustava, jer potrebna frekvencijska širina kanala postaje veća. Broj linija na koji se slika razlaže određen je svojstvima ljudskoga vizualnog sustava, koji je ograničen u sposobnosti razabiranja dvaju susjednih detalja različite luminancije. Stoga broj linija treba biti dovoljno velik kako se, na određenoj udaljenosti od slike, ne bi vidjela linijska struktura, to jest kako bi se slika doživjela kao cjelina, ali ipak ne prevelik, kako se ne bi prenosili detalji koje ljudsko oko ne može vidjeti. U televiziji standardne kvalitete preporučena udaljenost promatrača od slike iznosi 4 do 6 visina slike. Rani televizijski sustavi imali su između 200 i 400 linija po slici. Godine 1937. BBC je započeo emitiranje televizijskoga programa s 405 linija po slici. U SAD-u je 1941. bila prihvaćena norma s 525 linija za analiziranje slike. Godine 1948. dogovoreni su parametri europske televizijske norme sa 625 linija po slici, koja je bila prihvaćena u većini europskih zemalja, osim u Engleskoj i Francuskoj, gdje je ustanovljena norma s 819 linija. Početkom 1980-ih godina sustavi s 405 i 819 linija prestali su s radom, tako da danas u Europi svi televizijski sustavi rade sa 625 linija po slici.
Proces analiziranja stalan (kontinuiran) je i ponavlja se s lijeva na desno s frekvencijom izmjene linija (vodoravna frekvencija), a odozgo prema dolje s frekvencijom izmjene slika (okomita frekvencija). Vrijeme povratka analizirajućega snopa s kraja jedne linije na početak iduće naziva se vodoravnim, a vrijeme povratka s kraja jedne slike na početak iduće okomitim potisnim intervalom. Za njihova se trajanja elektronski snop u kameri potiskuje, to jest tada se ne provodi analiziranje. Kako bi povratak analizirajućega snopa na početak iduće linije i na početak iduće slike mogao započeti točno pri reprodukciji slike, u kameri se na kraju svake linije i na kraju svake slike u potisni interval (razdoblje) dodaju vodoravni i okomiti impulsi za sinkronizaciju ili istovremenost, čime se sinkronizira reprodukcija u prijamniku s analiziranjem u kameri.
Kao i u filmskoj tehnici, i u televizijskoj se tehnici dojam kretanja dobiva brzim slijedom pojedinačnih slika, od kojih svaka sadrži jednu fazu pokreta. Pritom je važno svojstvo vizualne perzistencije (ustrajnosti), to jest mogućnost očne mrežnice da kratkotrajno (0,02 do 0,1 s) dostavlja mozgu podatak (informaciju) o slici i nakon njezina nestanka. Najniža frekvencija potrebna za doživljaj kontinuiteta pokreta iznosi 10 slika u sekundi (10 Hz), za prikaz brzih pokreta i više. U obzir treba uzeti i nestajanje slike za vrijeme okomitog potisnog intervala. Upravo to neaktivno vrijeme može dovesti do treptanja slike, to jest pojave da gledatelj vidi zatamnjenje umetnuto između dviju slika. Taj učinak (efekt) nestaje s dovoljno visokom frekvencijom izmjene slika, pa su to razlozi zbog kojih analiziranje slike treba biti dovoljno brzo. Za određivanje potrebnoga broja statičnih slika u sekundi problem treptanja mjerodavniji je od doživljaja kontinuiteta pokreta. Za izbjegavanje treptanja potrebno je povećati frekvenciju izmjene slika na više od 50 Hz. Za takvo povećanje vodoravne i okomite frekvencije videosignala bilo bi potrebno povećati širinu frekvencijskoga kanala za njegov prijenos. To se može izbjeći tako da se frekvencija zatamnjenja poveća primjenom analiziranja slike s proredom. Naime, za razliku od progresivnog analiziranja, u kojem se slika analizira kao cjelina, pri analiziranju s proredom slika se dijeli u dvije poluslike, to jest svaka se slika analizira dvaput. Analiziranje prve poluslike ne obavlja se prelaskom s jedne linije na sljedeću, već se jedna linija preskače, tako da se analizira svaka druga linija. Linije koje su preskočene u prvom analiziranju analiziraju se u drugome i čine drugu polusliku. Prvo se analiziraju neparne linije pojedine slike, zatim se ubacuje zatamnjenje, za vrijeme kojega se analizirajući snop vraća odozdo prema gore i započinje s analiziranjem parnih linija iste slike, a zatim se ponovno ubacuje zatamnjenje. Takvim se rješenjem izmjenjuju poluslike koje sadrže upola manji broj linija, pa unutar jedne slike postoje dva zatamnjenja, čime se povećava okomita frekvencija.
U europskim normama za televiziju standardne kvalitete primjenjuje se analiziranje s proredom, a frekvencija izmjene poluslika ili okomita frekvencija iznosi 50 Hz i odabrana je tako da bude jednaka frekvenciji u elektroenergetskom sustavu. Televizijski sustavi sa 625 analizirajućih linija i okomitom frekvencijom od 50 Hz označuju se kao sustavi s normom 625/50 za analiziranje slike. U tim je sustavima frekvencija izmjene cijelih slika 25 Hz, a frekvencija izmjene linija ili vodoravna frekvencija iznosi 312,5 ∙ 50 = 15 625 Hz. Upravo je vodoravna frekvencija ključni parametar u određivanju zahtijevane frekvencijske širine videokanala potrebne za postizanje slike zadovoljavajuće kvalitete. U normi 625/50 frekvencijska širina videosignala ograničena je na 5 MHz, što bi bez primjene analiziranja s proredom bilo dvostruko više. U televiziji standardne kvalitete omjer je širine i visine televizijske slike 4 : 3.
Kvaliteta televizijske slike određuje se okomitom i vodoravnom rezolucijom (razlučivanjem). Okomita rezolucija određuje se kao broj crnih i bijelih vodoravnih linija koje se uzastopno izmjenjuju po visini slike i koje oko može razlikovati, a maksimalno iznosi 575 (broj linija u vidljivom dijelu slike, bez linija u intervalu zatamnjenja). Vodoravna rezolucija određuje se kao broj crnih i bijelih okomitih linija koje se uzastopno izmjenjuju po širini slike i koje oko može razlikovati, pri čem širina slike mora biti jednaka visini. Određena je frekvencijskom širinom pojasa koji je na raspolaganju za videosignal i maksimalno iznosi oko 400 linija.
Da bi se televizijski signal mogao prenijeti do televizijskih prijamnika, najčešće se koristi radiodifuzijski sustav, kojemu pripadaju zemaljska i satelitska radiodifuzija te kabelski distribucijski sustav. Da bi se ostvario prijenos televizijskoga signala, u svim sustavima emitira se visokofrekvencijski prijenosni signal kojemu se parametri mijenjaju (moduliraju) u skladu s promjenama videosignala (nositelj slike) te visokofrekvencijski prijenosni signal kojemu se parametri mijenjaju u skladu s promjenama audiosignala (nositelj zvuka). Modulirani nositelj slike i modulirani nositelj zvuka oblikuju televizijski kanal. U zemaljskom analognom radiodifuzijskom sustavu za prijenos videosignala primjenjuje se amplitudna modulacija, u kojoj videosignal modulira amplitudu nositelja slike, dok se audiosignal prenosi uz pomoć frekvencijske modulacije, u kojoj se modulira frekvencija nositelja zvuka. Razmak između nositelja slike i nositelja zvuka u televizijskom kanalu ovisi o televizijskom sustavu, a za većinu europskih sustava iznosi 5,5 MHz. Za prijenos videosignala, koji zauzima frekvencijsku širinu od 5 MHz, nakon amplitudne modulacije bila bi potrebna širina kanala od 10 MHz, jer se oko prijenosnoga signala pojavljuje donji i gornji bočni pojas jednakoga sastava, svaki širine od 5 MHz. Radi boljeg iskorištenja radiofrekvencijskoga spektra, donji bočni pojas znatno se reducira. Konačna širina televizijskoga kanala ovisi o frekvencijskom području u kojem se program emitira. Za emitiranje televizijskoga programa rabe se područja vrlo visokih i ultravisokih frekvencija koja se označavaju kao VHF I (engl. Very High Frequency), VHF III, UHF IV (engl. Ultra High Frequency) i UHF V. Granice frekvencijskih područja za zemaljsku radiodifuziju televizijskoga signala razlikuju se za različita područja svijeta, a za većinu europskih zemalja iznose: 47 do 68 MHz za VHF I, 174 do 230 MHz za VHF III, 470 do 582 MHz za UHF IV i 582 do 862 ili 960 MHz za UHF V. Širina televizijskoga kanala pritom iznosi 7 MHz u području VHF-a, a 8 MHz u području UHF-a.
Način rada televizije sa slikom u boji zasniva se na pojavi (poznata iz fizike) da se većina boja i njihovih nijansi može dobiti miješanjem svjetlosti iz tri izvora koji svaki za sebe daje dojam crvene, zelene i plave boje (takozvano aditivno miješanje boja).

### Analogna televizija
Analogna televizija je još uvijek prevladavajuća tehnika emitiranja u većini država svijeta. U uporabi je nekoliko videostandarda za format slike i način kodiranja boje:
- PAL - prenosi se 25 slika (50 poluslika) u sekundi koje imaju po 625 linija
- SECAM - 25 slika (50 poluslika) s 625 linija
- NTSC - 30 slika (60 poluslika) s 525 linija

Noviji uređaji za prijam podržavaju sva tri standarda i imaju izbornike za dabir pravoga odvojene po kanalima. Ako se koristi televizija krivog standarda, koji ne podržava prijamnik, i dalje će se vidjeti slika, ali će doći do pomaka boja (što obično daje crnobijelu ili titravu sliku). Elektroničkim putem je to moguće jednostavno ispraviti pomakom faze (spajanjem električnog kondenzatora između vodiča) (PAL i SECAM), koji su slični. NTSC može pri krivom korištenju izazvati učinak "sužene slike" s "odrezanim stranicama" (širokozaslonski način).

### Digitalna televizija
Digitalna televizija logičan je nastavak razvoja televizije. Digitalni televizijski signal nastaje analogno-digitalnom pretvorbom kojom se vremenski kontinuirani signal pretvara u diskretne uzorke, a vremenski diskretni signal poprima amplitude s diskretnim vrijednostima. Rezultirajući signal kodira se tako da se diskretnim razinama amplitude pridruži diskretni znak, koji se u praksi najčešće pojavljuje u obliku binarnoga koda, to jest kombinacije znakova 1 i 0 određene duljine. Točnost analogno-digitalne pretvorbe ovisi o frekvenciji kojom se iz kontinuiranoga signala uzimaju diskretni uzorci (frekvencija uzorkovanja) te duljini kodne riječi koja određuje i broj diskretnih razina amplitude koji može poprimiti uzorak signala. Porastom obiju veličina povećava se točnost analogno-digitalne pretvorbe, ali i frekvencijska širina kanala potrebna za prijenos signala.
Tehnologija koja dolazi, emitirana bilo putem satelita, zemaljskih odašiljača ili kabelom. Postiže se veća rezolucija slike od analogne TV (525/625 linija analogna - 1080 linija naviše HDTV). Osim toga, ovo omogućuje i mnoge napredne usluge. Kvaliteta slike i zvuka je općenito bolja od analogne. Međutim, digitalna televizija po svojoj definiciji ima vrlo lijepu sliku i ton do oštre granice, kada signal postaje previše izobličen. 
Analogna televizija ima blagi prijelaz, dok kod digitalne ili ima signala ili ga nema. Kad ga ima, može ga biti u prekidima (digitalne smetnje) ili, ako je jačina signal preko 50% posto (teoretski, u praksi 65% jačine signala je potrebno) to se smatra kvalitetnim digitalnim signalom. Većina uređaja za digitalni prijam ima ugrađene vizualne indikatore jačine signala. Po samom svom načinu rada, digitalni signal je manje podložan "analognim" smetnjama (prirodni ili umjetni šum i zbog toga daje bolje rezultate pri slabijem signalu. Najbitniji načini prijenosa digitalnog televizijskog signala su zemaljski DVB-T, kabelski DVB-C i satelitski DVB-S.

### Televizija u boji
Razvoj televizije u boji bio je uvjetovan zahtjevom da se televizijski signal u boji može reproducirati na akromatskim prijamnicima dajući crno-bijelu sliku, te da i prijamnici u boji mogu reproducirati akromatski signal. Ti su se uvjeti ispunili time što su norme za analiziranje slike u televiziji u boji ostale jednake normama akromatske televizije i što signal u boji sadrži informaciju o luminanciji. Televizija u boji temelji se na činjenici da se sve boje mogu dobiti miješanjem triju osnovnih monokromatskih boja (primarne boje): crvene, zelene i plave. Aditivnim miješanjem primarnih boja može se postići velik raspon različitih boja, jer mjesta preklapanja primarnih boja oko doživljava kao novu boju. Tako na primjer miješanjem zelene i crvene boje nastaje žuta, a miješanjem crvene, zelene i plave bijela boja.

#### Televizija visoke kvalitete
Osim televizije standardne kvalitete, razvijena je i televizija visoke kvalitete (engl. High Definition Television, HDTV), kojoj je osnovna značajka veći broj analiziranih linija. Ona omogućuje i analiziranje s proredom i progresivno analiziranje uz različite okomite frekvencije, proširenje slike i poboljšanje kvalitete reprodukcije boja. Omjer stranica slike iznosi 16 : 9, što znači da je omjer stranica povećan približno 33% u odnosu na televiziju standardne kvalitete. Dva su sustava televizije visoke kvalitete: onaj sa 750 linija, od kojih se 720 nalazi u aktivnom dijelu slike, te sustav s 1125 linija (1080 u aktivnom dijelu slike).

### Satelitska televizija
Satelitska televizija prijenos je televizijskoga signala putem umjetnog satelita, čime se osigurava gotovo potpuno pokrivanje signalom velikih područja bez potrebe za gradnjom mreže odašiljača i radiofrekvencijskih pretvarača (repetitora). Osim toga, satelitska televizija pruža i mogućnost prijenosa većega broja televizijskih programa istim satelitom. Za odašiljanje programa koriste se geostacionarni sateliti smješteni u Zemljinoj putanji (orbiti), koji na visini od 36 000 km iznad ekvatora rotiraju istom brzinom kao i Zemlja, tako da se nalaze uvijek na istoj geostacionarnoj poziciji.

### Kabelska televizija
Kabelska televizija je sustav za prijenos televizijskih i radijskih programa kabelskom mrežom do pretplatničkih prijamnika. Satelitski programi primaju se paraboličkim antenama i dovode koaksijalnim kabelima do satelitskih prijamnika u glavnoj postaji u neposrednoj blizini. U njoj se obavlja frekvencijska pretvorba signala, njegova demodulacija, modulacija i pojačanje. Signali se obrađuju kako bi bili što prikladniji za prijenos kabelskom distribucijskom mrežom. Svaki od programa prenosi se na svojem kanalu i šalje nadzemnim ili podzemnim kabelima u distribucijsku mrežu do korisnika. Za prijenos signala najčešće se upotrebljavaju koaksijalni kabeli, a u novije doba i svjetlovodi, koji imaju mnogo manje gušenje i omogućuju kvalitetniji prijenos.

## Sociološko značenje televizije
Televizija spaja sliku i zvuk i danas je najutjecajniji masovni medij. Televizijska slika nosi najpotpunije i najsažetije informacije koje snažnije od bilo kojega drugog medija djeluju na svijest primatelja. Televizija neposredno djeluje na emocije kao nijedan drugi medij. Kao takva, često se zloupotrebljava u političke i druge svrhe. Gledateljima televizije se savjetuje, da vrlo kritično sagledaju svaku informaciju, koje su ponekad nepristrane. Nasilni sadržaj može potaknuti nasilno ponašanje.

## Hrvatske televizijske postaje
U Hrvatskoj postoji javna televizija, komercijalne postaje koje emitiraju na području cijele Hrvatske i lokalne postaje koje emitiraju samo na ograničenom području, na primjer grada ili županije. Program se u Hrvatskoj distribuira i putem kabelskih operatera koji također mogu djelovati bilo na cijelom ili pak dijelu njezinog područja.

## Poveznice
- TV prijamnik
- Dodatak:Popis televizijskih postaja
- Digitalna zemaljska televizija
- IP televizija